# Cadira de Thomas Busby

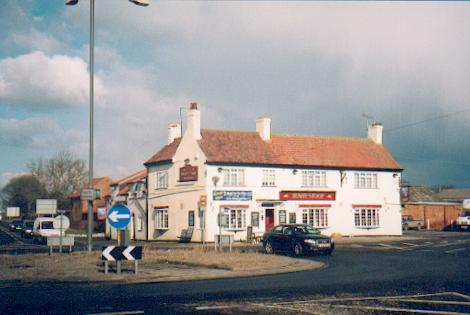
Vista frontal de la fonda davant la que van penjar Thomas Busby

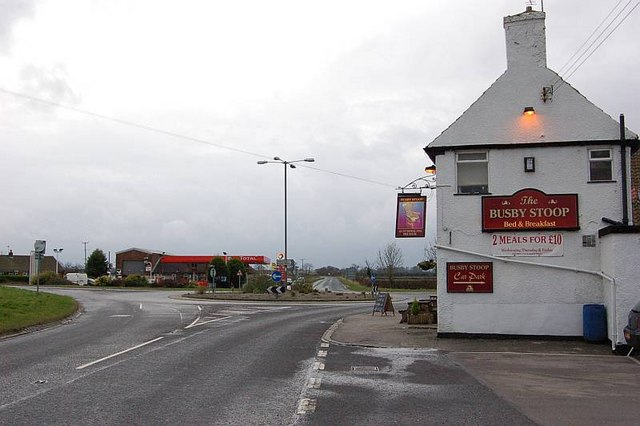
Vista d'un dels costats de la mateixa fonda

La cadira de Thomas Busby o cadira de l'Home Mort és una cadira de roure presumptament encantada que va ser maleïda per l'assassí Thomas Busby abans de la seva execució a la forca el 1702 a North Yorkshire, al Regne Unit. Tantes morts foren atribuïdes a les persones que s'havien assegut en aquesta cadira, que l'amo la va donar al Museu Thirsk.

## Rerefons
Thomas Busby va ser arrestat i condemnat a mort després que d'assassinar el seu padrastre Daniel Auty (o Autie) el 1702. Auty i Busby duien un negoci de falsificació de monedes (així com altres empreses criminals) i van discutir sobre el negoci, fet que va acabar amb Busby assassinant al seu padrastre Auty. Una versió de la història diu que Busby maleí la cadira mentre anava de camí a la seva execució, mentre que una altra diu que estava bevent assegut a la cadira quan va ser arrestat i llavors la va maleir.
Busby fou penjat a la cruïlla de Sandhutton, al costat d'una fonda, la qual més tard va canviar el seu nom a Busby Stoop Inn. El lloc de l'execució, davant del pub a la cruïlla entre l'A61 i l'A167 (ara una rotonda), es deia que està encantat pel fantasma de Busby.

## Morts
Els locals asseguraren que durant la Segona Guerra Mundial, aviadors canadencs de la base de Skipton-on-Swale foren al pub i aquells que s'assegueren a la cadira mai van retornar de les missions de bombardeig sobre l'Europa continental. A la dècada de 1970 alguns accidents fatals van ser relacionats amb la cadira. El 1978 la cadira va ser finalment penjada del sostre del Museu de Thirsk per prevenir que la gent s'hi assegués, inclòs el personal de manteniment. Un historiador de mobles examinà la cadira i va trobar que tenia eixos girats a màquina, mentre que al segle xviii les cadires eren fetes usant un torn de peu. Ell va datar la cadira del 1840, 138 anys després de l'execució de Busby.